# 중백로
중백로(영어: intermediate egret, 학명: Ardea intermedia)는 사다새목 백로과에 속하는 새다.

## 생김새
전체적으로 몸이 흰색이고 다리는 검은색이다. 여름깃일 땐 부리 대부분이 검은색이지만 겨울깃일 때는 부리 전체가 노랗게 변한다. 중대백로에 비해서 전체적으로 크기가 작고 부리가 짧으며 머리가 둥근 형태이다. 중대백로는 부리 끝이 눈 뒤로 지나가지만 중백로는 부리 끝이 눈 뒤로 지나가지 않는다.

## 서식지
주로 논에서 관찰되며 가끔 호수나 습지에서 관찰되는 경우도 있다.